# 川崎廣
川崎 廣（かわさき ひろし、1937年 - ）は、日本の牧師。保守バプテスト同盟所属。

## 経歴
1937年 山形県長井市に生まれる。高校時代にキリスト教に入信する。1956年6月24日洗礼を受ける。1956年に山形大学工学部に入学して、1960年に卒業する。1966年 聖書神学舎卒業して、1966年結婚する。聖書神学舎卒業後に、1967年より1988年まで、バプテスト聖書神学校（現在の仙台バプテスト神学校）の講師を務める。山形第一聖書バプテスト教会の牧師、水戸聖書バプテスト教会牧師、山形福音伝道隊主事を経て、1977年より、1999年まで、保守バプテスト同盟、蔵王キリスト教会の牧師を務める。1999年4月に、蔵王キリスト教会を退職して、アジアンアクセス　ＪＣＧＩネットワークの総主事となる。同時に、山形クリスチャンフェロシップの開拓伝道を開始し、主任牧師を兼務する。小さないのちを守る会山形支部会長。